# Xingcheng
Xingcheng (en chino, 兴城; pinyin, Xīngchéng) es un municipio  bajo la administración directa de la Prefectura Huludao en la Provincia de Liaoning, República Popular China.  Su área es de 2102 km² y su población total para 2010 superó los 540 mil habitantes.

## Administración
Desde julio de 2020, el  Municipio Xingcheng se divide en 26 pueblos que se administran en 7 subdistritos,  7 poblados y 12 villas étnicas.